# Городище (Удомельский район)
Городище — деревня в Удомельском городском округе Тверской области.

## География
Деревня находится в северной части Тверской области на расстоянии приблизительно 28 км на запад по прямой от железнодорожного вокзала города Удомля на левом берегу реки Мста.

## История
Известна с 1865 года как сельцо. В 1901 году здесь появился винокуренный завод купца Шлыгина. В 1918 году на базе имения Шлыгина была организована «Городищенская коммуна», позднее ставшая совхозом Губсельхозтреста. С 1936 года подсобное хозяйство Московского энергетического института, позднее профессионально-технической школы Калининского Облсобеса. Дворов (хозяйств) было 34 (1958), 33 (1986), 37 (1999). До 2015 года входила в состав Мстинского сельского поселения до упразднения последнего. С 2015 года в составе Удомельского городского округа. Ныне имеет дачный характер.

## Население
Численность населения: 174 человека (1958 год), 95(1986), 103 (1999), 175 (русские 97 %) в 2002 году, 87 в 2010.